# 小行星2542
小行星2542（2542 Calpurnia）是一颗绕太阳运转的小行星，为主小行星带小行星。该小行星于1980年2月11日发现。
該小行星以凱撒大帝的最後一任妻子卡爾普尼亞命名。

## 轨道参数
小行星2542的轨道半长轴为3.1316305 UA，离心率为0.073。